# 萊巴嫩 (康乃狄克州)
莱巴嫩（英語：Lebanon）是一個位於美國康乃狄克州新倫敦縣的城鎮。

## 地理
莱巴嫩的座標為41°37′57″N 72°14′24″W / 41.63250°N 72.24000°W，而該地的平均海拔高度為152米（即499英尺）。

## 人口
根據2010年美國人口普查的數據，莱巴嫩的面積為143.00平方千米，當中陸地面積為140.20平方千米，而水域面積為2.80平方千米。當地共有人口7308人，而人口密度為每平方千米51.1人。